# Tomosvaryella sylvicola
Tomosvaryella sylvicola är en tvåvingeart som beskrevs av Kuznetzov 1994. Tomosvaryella sylvicola ingår i släktet Tomosvaryella och familjen ögonflugor. Inga underarter finns listade i Catalogue of Life.